# Теофан Полтавски
Теофан Полтавски, Нови Затворник (рођ. Василиј Дмитријевич Бистров; 31. децембар 1872 [12. јануар 1873], село Подмошје, округ Луга, губернија Санкт Петербург - 19. фебруар 1940, Лимре, департман Индре и Лоире, Француска) - архиепископ Руске заграничне цркве; Архиепископ полтавски и перејаславски (1913—1919).
Лично је познавао протојереја Кронштатског Јована, са њим вршио богослужења. Према Николају Жевахову, он је одиграо одлучујућу улогу у преласку Григорија Распућина у Санкт Петербург и његовој почетној популарности . Касније се предомислио о Распућину и почео да се бори против њега.
Рођен је у породици Димитрија Николајевича Бистрова, свештеника Знаменске цркве (посвећене икони Мајке Божије Знамење), у селу Подмошје, Лушког ујезда Новгородске губерниије, која је била део Петроградске епархије, и Марије Ивановне, рођене Разумовске .
Као најмлађи син у породици, због сиромаштва, рано је напустио родитељски дом. Завршио је, као стипендиста, духовну школу при Александро-Невској лаври и Петроградску богословију. 1896. завршио је и Петроградску духовну академију са звањем кандидата богословља и остао на академији као професорски стипендиста.
У 21. години, завршио је образовање и остао на Духовној академији, ради научне и предавачке делатности. 1897.г. назначили су га за доцента на катедри за Библијску историју.
1898. године треће године своје предавачке делатности, био је пострижен у монаштво са именом Теофан, у част преподобног Теофана Исповедника, епископа Сигрианског и у спомен Теофана, Затворника Вишенског. Исте године га рукополажу за јерођакона и јеромонаха.
1901. године узведен је у чин архимандрита, од стране митрополита Петроградског и Ладошког, Антонија (Вадковског).
1905. године удостојен је звања магистра богословља за дисертацију „Тетраграм или Старозаветно божанско Име Јехове“, узведен у звање ванредног професора и потврђен за инспектора Духовне академије. Исте године га први пут прима цар Николај ІІ и ускоро добија позив да постане духовник Царске породице.
Од 1. фебруара 1909. био је ректор Петроградске духовне академије, а 22. фебруара 1909. хиротонисан је за епископа Јамбурског, викара Петроградске епархије. Хиротонија је извршена у Светотројичком храму Александро-Невске лавре од стране митрополита Петроградског и Ладошког Антонија (Вадковског), који је био председавајући Светим Синодом, и других јерараха. Новопосвећени епископ Теофан је добио на поклон од Цара Николаја ІІ, Царице Александре и целе Царске породице, панагију са ликом Нерукотвореного Образа Христа Спаситеља, исту какву је носио свети Теофан Затворник.
Скоро двадесет година, 1891-1910. провео је владика Теофан у Петроградској Духовној академији, подвизавајући се истовремено на три попришта: подвижничком, пастирском и научном. Он је прошао пут од студента академије до њеног ректора. Нарочито место у његовој души тих година је заузимао Валамски манастир, где се он често осамљивао. Неретко је ишао и старцима у Гетсимански скит Тројице-Сергијеве лавре, где су се почетком ХХ века подвизавала два благодатна старца: оци Исидор и Варнава.
Од 19.12.1910. бригом свете Царске породице, пошто му је сметала клима северне престонице, из Петрограда је преведен на Крим, где постаје епископ Таврички и Симферопољски. Исте те године постаје почасни члан Петроградске Духовне академије.
Дана 27.2.1911. у Александро-Невском храму Симферопоља одслужио је Литургију са посмртним предавањем о анатеми Лава Толстоја. Тај догађај је К.А. Трењов описао у причи „Владика“ (1912.), где је Теофан послужио као прототип архијереја Инокентија
Дана 25.6.1912. – постаје епископ Астрахански, где је оболео од маларије.
Дана 8.3.1913. постаје епископ Полтавски и Перејеславски. Крајем 1918. узведен у чин архиепископа. У Полтави је био до 1919. године.
Јула 1914. Русија је ушла у рат са Немачком и њеним савезнициа. Ратна дејства су, наравно, јако узнемирила владику. На његов позив, Црква је одмах отворила војне болнице за рањенике. Сам владика је прешао да живи у богословији а свој преуређени дом је дао за војну болницу.
Архиепископ Теофан је био дубоко потрешен одрицањем Цара Николаја од Престола. Он је јасно поимао да је то био последњи корак на путу служења народу, који је Цар штитио.
Као епархијски архијереј, он је био члан Помесног Сабора Руске православне цркве 1917–1918. а 1920. је ушао у састав Више Црквене Управе, по одлуци Светог патријарха Тихона и Светог Синода.
Тада је почео грађански рат. У Полтави је преживео велике непријатности и од чекиста и од Петљуроваца. Преузевши власт у своје руке, Петљура и његови људи су захтевали од Полтавског владике да одслужи свечани помен за бившег гетмана Украјине, Ивана Мазепу, који је био бивши љубимац Цара Петра I, али је касније прешао на страну шведског краља Карла XII, и због тога је био предан анатеми од стране Руске Цркве. На тај захтев петљуроваца архиепископ је одговорио негативно. Због одбијања да изврши неканонско дејство, био је затворен, и из затвора је изашао кад су „независне“ власти побегле из Полтаве, при доласку Добровољачке армије.
Али, после неколико месеци је и она морала да се повлачи. Група евакуисаних архијереја је са остатцима Беле армије отишла на Крим. Тамо су духовна лица била у Георгијевском манастиру у Севастопољу.
Дана 22.3.1920. (по старом календару) подржао је заједно са епископом Венијамином (Федченко) избор Петра Врангеља за Главнокомандујућег Оружаним силама Југа Русије.
Заједно са другим руским јерарсима, новембра 1920. емигрирао је у Константинопољ, а затим у Србију (Краљевину Југославију). Тада је отпочео његов тужни живот у изгнанству.
Владика Теофан био је игуман манастира Петковица у Србији, али је касније, због здравља прешао у мали манастир на фактички пустој обали Јадранског мора, у коме нису држане службе (могуће манастир Савина). Овде је владика прележао тешку болест, од које се излечио само чудом.
Kaсније је служио у једном од руских манастира у Југославији.
Средином двадесетих година, владика Теофан је добио предлог од Светог Синода Бугарске православне цркве да пређе у Софију да живи. Председавајући Синодом је 1925.год. био митрополит Климент, који је својевремено учио код владике у Петроградској Духовној академији. У престоници Бугарске је добио две собе у Палати Синода. Преласку владике Теофана је помогао и архијереј који је управљао Руским црквама у Бугарској, епископ Лубенски Серафим (Собољев), кога је 1.10.1920. год. архиепископ Теофан рукоположио за викарног епископа Полтавске епархије.
Пет година је владика Теофан проживео у Бугарској, у Софији и Варни, где је ишао ради опоравка.
Дана 16/29 априла 1931. године је заувек напустио Бугарску и прешао у Француску, у Париз, где је живео јако затворено, јер је време било опасно. Пошто је проживео неколико година практично у условима непрестаног праћења и желећи да нађе безбедно место за живот, он је заједно са породицом Порохових, у чијем је париском стану живео, прешао у малено место Моун. Пошто су после тога Порохови умрли, владика је прихватио предлог бивше полтавске земљопоседнице, Марије Васиљевне Федченко, и прешао код ње у градић Лимере, где је она живела на свом малом имању. Преселио се тамо 1.9.1939. године.
На имању Марије Васиљевне су биле три пећине. Једну од њих су претворили у црквицу, друга је била келија за архиепископа Теофана и у њој је живео последње месеце свог живота, као прави затворник, а у трећој је живела рођака Порохових.
У тој својој пећини-келији, свети Теофан је умро око три ујутро 6/19 фебруара 1940. године .
Светитељ Теофан Полтавски био је канонизован од стране Руске заграничне православне цркве.